# Distretto di Neusiedl am See
Il distretto di Neusiedl am See (in tedesco Bezirk Neusiedl am See) è uno dei distretti dell'Austria e fa parte del Burgenland.

## Geografia antropica

### Città
- Frauenkirchen
- Neusiedl am See

### Paesi
- Andau
- Apetlon
- Gols
- Illmitz
- Jois
- Podersdorf am See
- Sankt Andrä am Zicksee
- Wallern im Burgenland
- Weiden am See
- Zurndorf

### Borghi
- Bruckneudorf
- Deutsch Jahrndorf
- Edelstal
- Gattendorf
- Halbturn
- Kittsee
- Mönchhof
- Neudorf bei Parndorf
- Nickelsdorf
- Pama
- Pamhagen
- Parndorf
- Potzneusiedl
- Tadten
- Winden am See